# Since We’ve Become Translucent
Since We’ve Become Translucent — шестой альбом американской гранж-группы Mudhoney, выпущенный в 2002 году на лейбле Sub Pop.

## Об альбоме
Since We’ve Become Translucent стал первой работой группы после ухода басиста Мэтта Лукина.
Звук группы претерпел изменения и Since We’ve Become Translucent ушёл от гранжа в сторону рок-звука. Также на таких треках, как «Baby, Can You Dig the Light» довольно заметно влияние синти-попа и джаза.

## Список композиций
1. «Baby, Can You Dig the Light?» — 8:26
2. «The Straight Life» — 3:33
3. «Where the Flavor Is» — 3:34
4. «In the Winner’s Circle» — 4:27
5. «Our Time Is Now» — 3:39
6. «Dyin’ for It» — 4:54
7. «Inside Job» — 2:52
8. «Take It Like a Man» — 2:35
9. «Crooked and Wide» — 4:54
10. «Sonic Infusion» — 7:40